# NGC 7586
NGC 7586 (również PGC 1349697) – galaktyka soczewkowata (S0), znajdująca się w gwiazdozbiorze Pegaza. Odkrył ją Albert Marth 2 września 1864 roku. W bazie SIMBAD jako NGC 7586 błędnie skatalogowano galaktykę PGC 70965.